# Aitizaz Hasan
Aitizaz Hasan, auch Ehtizaz Hussain (* 1998 oder 1999; † 6. Januar 2014), war ein pakistanischer Schüler, der bei dem erfolgreichen Versuch starb, ein Selbstmordattentat eines Terroristen zu verhindern. Durch sein Eingreifen rettete er das Leben vieler Menschen.

## Leben

### Terrorangriff
Am 6. Januar 2014 kam Aitizaz Hasan, ein Schüler der neunten Klasse einer Schule im Ort Ibrahimzai (Bezirk Hangu, Provinz Khyber Pakhtunkhwa) zu spät zum Unterricht. Zur Strafe musste er vor dem Schulgebäude mit zwei weiteren Schülern warten. Unterdessen näherte sich den dreien ein als Schüler verkleideter, etwa 20 bis 25 Jahre alter Mann. Als die anderen Schüler Kabel und Sprengsatz unter seiner Kleidung entdeckten, entfernten sie sich. Aitizaz Hasan selbst warf laut Zeugenaussagen hingegen zunächst mit einem Stein nach dem Terroristen und versuchte ihn anschließend zu überwältigen, um den Anschlag zu verhindern. Der sechs Kilogramm schwere Sprengsatz zündete trotzdem, der Attentäter starb sofort. Hasan starb später im Krankenhaus. Nach Angaben der Polizei waren zum Tatzeitpunkt etwa 2000 Menschen im Schulgebäude. Zum Anschlag bekannte sich die Terrororganisation Lashkar-e-Jhangvi.
Der Vater des getöteten Schülers sagte: „Mein Sohn brachte seine Mutter zum Weinen, aber er bewahrte viele Mütter davor, um ihre Kinder weinen zu müssen.“ Ein Bewohner der Ortschaft gab an, dass Aitizaz dafür bekannt war, die Militanten offen zu kritisieren.

### Posthum
Aitizaz Hasans Tod fand in den Medien große Aufmerksamkeit. Er erfuhr auch zahlreiche Ehrungen. So empfahl das Büro des pakistanischen Premierministers Nawaz Sharif, Hasan mit dem Orden Sitara-e-Shujaat (Stern der Tapferkeit) auszuzeichnen. Die Regierung der Provinz gab bekannt, dass seine Familie fünf Millionen Rupien (rund 45.000 €) erhalten und die Schule in „Aitizaz Hasan Shaheed High School“ umbenannt werden würde. Eine Delegation einer pakistanischen Menschenrechtsorganisation besuchte sein Grab und verlieh Hasan einen Global Bravery Award. In Islamabad wurde eine Straße nach ihm benannt.